# Prurit aquagénique
 Mise en garde médicale

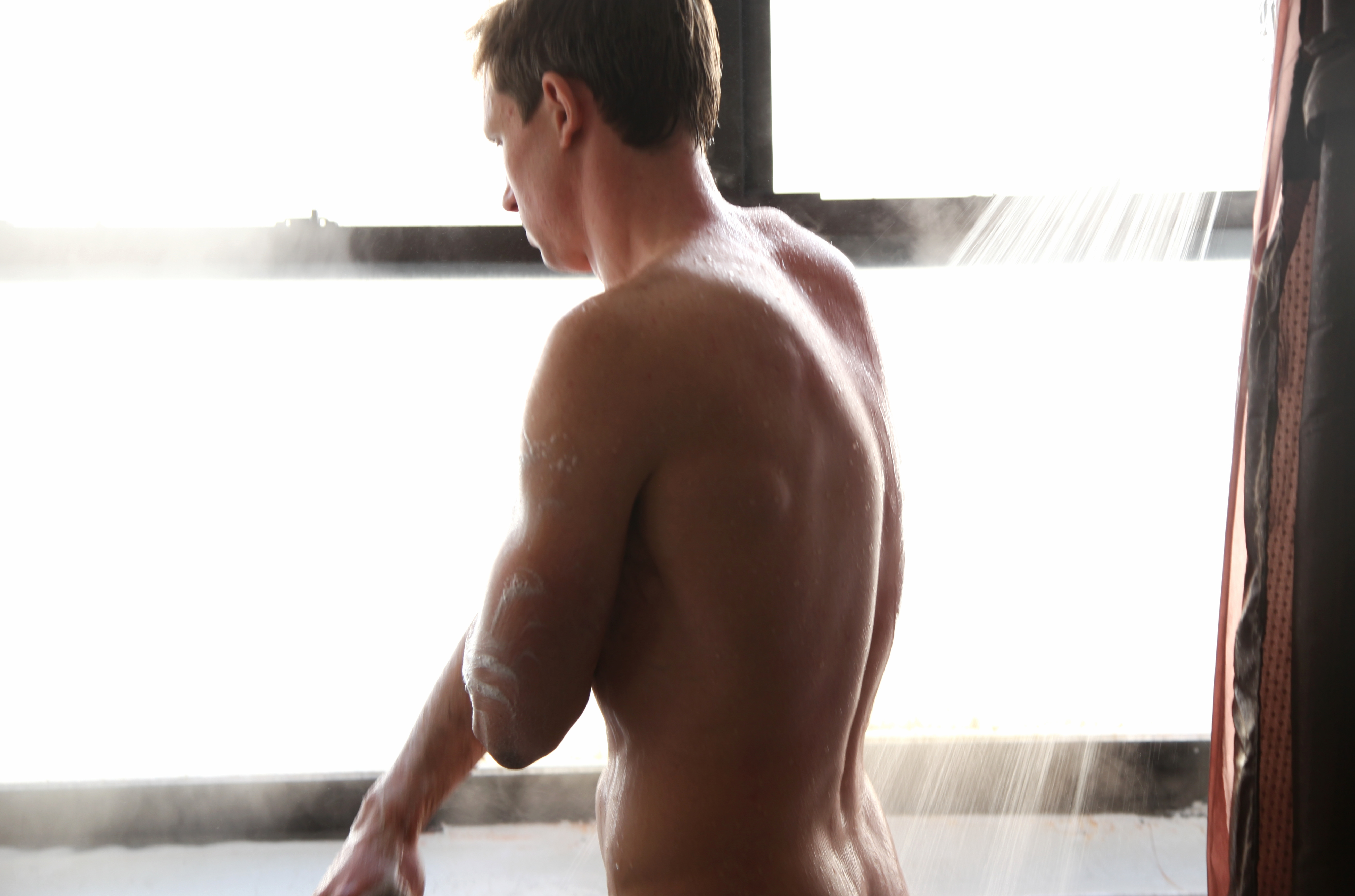

Le prurit aquagénique est une affection dermatologique rare et méconnue qui se manifeste par une sensation de démangeaison intense, survenant généralement après le contact de la peau avec l’eau. Cette condition, bien que bénigne sur le plan médical, affecte considérablement la qualité de vie des personnes atteintes.

## Causes
Souvent les causes de cette affection restent inconnues et les traitements proposés ne sont pas toujours efficaces. 
Une cause documentée est une réaction au traitement par l'hydroxychloroquine qui, chez certains patients traités pour un lupus avec ce médicament, cause un prurit aquagénique généralisé de très forte intensité, survenant dans les quelques minutes suivant le contact de l’eau, perdurant 10 minutes environ avant de progressivement disparaître après plusieurs heures. Selon J.Jiménez‐Alonso ce prurit, parfois associé à une urticaire aquagénique. Ce prurit apparait 1 à 3 semaines après le début du traitement.
On retrouve aussi un prurit à l'eau dans la maladie de Vaquez (syndrome myéloprolifératif).

## Clinique
Le prurit aquagénique est défini par des démangeaisons intenses et généralisées, apparaissant généralement dans les minutes qui suivent le contact avec l’eau, indépendamment de sa température et de sa composition chimique. 
Les démangeaisons peuvent durer de quelques minutes à plusieurs heures, sans éruption cutanée visible ni signes inflammatoires. Cette absence de lésions cutanées visibles est un élément diagnostique clé qui différencie le prurit aquagénique d’autres affections dermatologiques comme l’urticaire aquagénique ou la dermatite de contact.

## Épidémiologie

### Prévalence et incidence
Le prurit aquagénique est une affection rare, et sa prévalence exacte reste difficile à établir en raison de la rareté des cas rapportés et du manque de reconnaissance clinique. Cependant, les études disponibles et les rapports de cas permettent d’estimer la prévalence à moins de 1 cas pour 100 000 personnes. Cette estimation est basée sur les données recueillies dans des cliniques dermatologiques spécialisées et des enquêtes auprès de patients souffrant de troubles prurigineux.
L’incidence annuelle du prurit aquagénique est également faible. Les nouvelles études et les rapports de cas continuent d’être rares, ce qui souligne la nécessité de sensibiliser davantage les professionnels de la santé à cette condition pour améliorer le diagnostic et la collecte de données épidémiologiques. Il est probable que de nombreux cas restent non diagnostiqués ou mal diagnostiqués en raison de la méconnaissance de cette affection par les praticiens et de la nature non spécifique des symptômes.

### Facteurs de risque et population affectée
Le prurit aquagénique peut affecter des individus de tous âges, bien que des études de cas montrent une prédominance chez les jeunes adultes, généralement entre 20 et 40 ans. Cette tranche d’âge est probablement surreprésentée en raison d’une plus grande propension à consulter pour des problèmes dermatologiques et d’une meilleure capacité à décrire les symptômes de manière détaillée. Les cas pédiatriques et gériatriques sont moins fréquemment rapportés, mais cela ne signifie pas que ces groupes d’âge ne sont pas touchés.

#### Facteurs génétiques
Bien qu’il n’existe pas de preuves concluantes sur une composante génétique directe du prurit aquagénique, certains rapports de cas suggèrent une possible prédisposition familiale. Des études de cas documentent des instances où plusieurs membres d’une même famille présentent des symptômes similaires, ce qui pourrait indiquer une susceptibilité héréditaire. Des recherches supplémentaires sont nécessaires pour déterminer l’existence de facteurs génétiques spécifiques et pour élucider les mécanismes génétiques potentiels impliqués.

#### Facteurs environnementaux
Les facteurs environnementaux jouent également un rôle dans le développement et l’exacerbation des symptômes du prurit aquagénique. La qualité de l’eau, y compris la présence de minéraux et de contaminants, peut influencer la sévérité des symptômes. Par exemple, certaines études ont suggéré que l’eau riche en chlore ou en calcaire pourrait aggraver les symptômes chez certains patients. De plus, les conditions climatiques et les variations de température peuvent également affecter la fréquence et l’intensité des épisodes de prurit.

#### Comorbidités et conditions associées
Le prurit aquagénique est souvent associé à d’autres conditions dermatologiques et systémiques. Les patients peuvent présenter des comorbidités telles que la dermatite atopique, le psoriasis, ou des troubles auto-immuns. Ces associations suggèrent que le prurit aquagénique pourrait partager des mécanismes physiopathologiques communs avec d’autres affections prurigineuses.
Les patients souffrant de prurit aquagénique peuvent également avoir un profil psychologique particulier, avec une prévalence plus élevée de troubles anxieux et dépressifs. Cela peut être à la fois une conséquence et un facteur contributif à l’affection, car le stress psychologique est connu pour exacerber les symptômes dermatologiques.

#### Facteurs déclenchants et aggravants
Outre l’eau, divers autres facteurs peuvent déclencher ou aggraver les symptômes du prurit aquagénique. Les patients rapportent souvent que les démangeaisons sont exacerbées après des activités physiques intenses qui entraînent la transpiration. De même, des bains prolongés ou des douches fréquentes peuvent augmenter la fréquence et l’intensité des épisodes de prurit. L’utilisation de certains produits de soins de la peau, tels que des savons et des lotions, peut également influencer les symptômes, surtout si ces produits contiennent des agents irritants ou desséchants.

## Physiopathologie

### Hypothèses actuelles sur les mécanismes sous-jacents
La physiopathologie du prurit aquagénique reste mal comprise, mais plusieurs hypothèses ont été proposées pour expliquer les mécanismes sous-jacents de cette condition rare. Ces hypothèses se concentrent principalement sur des anomalies dans les récepteurs cutanés, des réponses immunitaires inappropriées et l’implication de médiateurs chimiques spécifiques.

#### Hypothèse neurologique
L’une des principales hypothèses est que le prurit aquagénique pourrait être lié à une anomalie dans les fibres nerveuses cutanées responsables de la sensation de démangeaison. Ces fibres, connues sous le nom de fibres C prurigènes, pourraient être hypersensibles ou réagir de manière excessive au contact avec l’eau. Cette hypersensibilité pourrait être due à une anomalie congénitale ou acquise dans la transmission des signaux nerveux.
Des études suggèrent que des altérations dans les récepteurs cutanés, tels que les récepteurs TRPV1 (Transient Receptor Potential Vanilloid 1), qui sont connus pour être impliqués dans la sensation de douleur et de démangeaison, pourraient jouer un rôle dans cette hypersensibilité. Ces récepteurs pourraient être activés de manière anormale par l’eau, déclenchant une cascade de signaux prurigineux.

#### Hypothèse immunologique
Une autre hypothèse centrale concerne une réponse immunitaire anormale au contact de la peau avec l’eau. Le système immunitaire pourrait percevoir l’eau comme un irritant, déclenchant une réaction inflammatoire locale. Cette hypothèse est soutenue par des observations de niveaux élevés de certains médiateurs chimiques, tels que l’histamine, dans les zones affectées par le prurit aquagénique.
Des études ont montré que les mastocytes, des cellules immunitaires impliquées dans les réactions allergiques et inflammatoires, pourraient être activés de manière excessive chez les patients atteints de prurit aquagénique. Cette activation entraîne la libération de médiateurs pro-inflammatoires, notamment l’histamine, les cytokines et les prostaglandines, qui contribuent à la sensation de démangeaison.

#### Hypothèse barrière cutanée
Il est également proposé que le prurit aquagénique pourrait être lié à une altération de la barrière cutanée. Une barrière cutanée déficiente pourrait permettre à l’eau de pénétrer plus facilement dans les couches profondes de la peau, provoquant ainsi une irritation et une activation des récepteurs prurigènes. Cette hypothèse est appuyée par des observations de peau sèche ou de dermatite atopique chez certains patients atteints de prurit aquagénique, conditions connues pour être associées à une barrière cutanée compromise.

### Réactions cutanées à l’eau et rôle des médiateurs chimiques

#### Réactions cutanées à l’eau
Lors du contact avec l’eau, plusieurs réactions cutanées peuvent se produire chez les individus atteints de prurit aquagénique. Immédiatement après le contact, les patients rapportent souvent une sensation de picotement suivie de démangeaisons intenses. Ces symptômes peuvent persister de quelques minutes à plusieurs heures après l’exposition à l’eau. Il est important de noter que ces réactions surviennent indépendamment de la température de l’eau ou de sa composition chimique.

#### Rôle des mastocytes et de l’histamine
Les mastocytes jouent un rôle crucial dans les réactions cutanées associées au prurit aquagénique. Ces cellules immunitaires sont présentes dans la peau et sont responsables de la libération d’histamine et d’autres médiateurs inflammatoires en réponse à divers stimuli. Chez les patients atteints de prurit aquagénique, les mastocytes peuvent être hyperréactifs et libérer de grandes quantités d’histamine lors du contact avec l’eau.
L’histamine est un médiateur chimique bien connu pour son rôle dans les réactions allergiques et prurigineuses. Elle se lie aux récepteurs H1 et H2 sur les cellules cutanées, entraînant une vasodilatation, une augmentation de la perméabilité vasculaire et une stimulation des terminaisons nerveuses prurigènes. Cette cascade d’événements conduit à la sensation de démangeaison intense observée chez les patients atteints de prurit aquagénique.

#### Cytokines et autres médiateurs inflammatoires
En plus de l’histamine, d’autres médiateurs inflammatoires jouent un rôle dans la physiopathologie du prurit aquagénique. Les cytokines, telles que l’interleukine-31 (IL-31), sont des molécules signal qui régulent les réponses immunitaires et inflammatoires. Des niveaux élevés d’IL-31 ont été observés chez les patients souffrant de diverses affections prurigineuses, y compris le prurit aquagénique. L’IL-31 agit sur les récepteurs présents sur les neurones sensoriels, induisant une sensation de démangeaison.
Les prostaglandines, notamment la prostaglandine E2 (PGE2), sont également impliquées. Elles sont produites par les cellules cutanées en réponse à l’inflammation et augmentent la sensibilité des neurones prurigènes. De plus, les leucotriènes, produits par les mastocytes et d’autres cellules immunitaires, peuvent contribuer à la réponse prurigineuse en renforçant l’inflammation et la vasodilatation.

#### Études cliniques et modèles expérimentaux
Des études cliniques et des modèles expérimentaux ont fourni des informations précieuses sur les mécanismes du prurit aquagénique. Les biopsies cutanées de patients montrent une infiltration accrue de mastocytes et de cellules inflammatoires, ainsi qu’une expression élevée de récepteurs de l’histamine et de cytokines prurigineuses. Les modèles murins de prurit aquagénique, bien que limités, ont également révélé des réponses similaires, suggérant une composante inflammatoire et neurogène significative.

#### Implications pour le traitement
La compréhension des mécanismes physiopathologiques du prurit aquagénique a des implications directes pour le traitement. Les antihistaminiques, bien que souvent utilisés, offrent un soulagement limité pour de nombreux patients, suggérant que d’autres médiateurs chimiques jouent un rôle significatif. Les thérapies ciblant les cytokines prurigineuses, comme les inhibiteurs d’IL-31, et les modulateurs de la voie des mastocytes sont des domaines prometteurs pour de nouvelles interventions thérapeutiques.

## Symptomatologie
Le prurit aquagénique se manifeste principalement par des démangeaisons intenses et généralisées, déclenchées par le contact de la peau avec l’eau. Ces démangeaisons peuvent survenir indépendamment de la température ou de la composition chimique de l’eau. Voici une description détaillée des symptômes et de leur variabilité.

### Description des symptômes
1.Démangeaisons Intenses :
•Les démangeaisons sont décrites comme une sensation de picotement, de brûlure ou de piqûre, et surviennent généralement dans les deux à quinze minutes après le contact avec l’eau.
•Elles peuvent durer de quelques minutes à plusieurs heures, rendant la gestion des symptômes difficile pour les patients.
2.Localisation :
•Les démangeaisons peuvent affecter n’importe quelle partie du corps, mais les zones les plus fréquemment touchées sont les membres (bras et jambes), le tronc, et le dos.
•Le visage et le cuir chevelu peuvent également être affectés, bien que cela soit moins courant.
3.Absence de Lésions Cutanées :
•Contrairement à d’autres affections dermatologiques prurigineuses, le prurit aquagénique ne provoque généralement pas de lésions visibles sur la peau.
•La peau reste visuellement normale, sans rougeurs, éruptions, ou gonflements, ce qui complique le diagnostic.
4.Variabilité des Symptômes :
•Les symptômes peuvent varier en intensité et en durée d’un individu à l’autre et même chez le même individu au fil du temps.
•Certains patients peuvent ressentir des démangeaisons sévères et prolongées, tandis que d’autres peuvent éprouver des symptômes plus légers et de courte durée.

## Diagnostic
Le diagnostic peut être évoqué lors de la présence des six critères diagnostiques suivants (Steinman et Greaves J Am Acad Dermatol. 1985 Jul;13(1):91-6.) :
- démangeaisons, picotements, piqûres, brûlures, intenses ;
- survenant quelques minutes après un contact avec de l'eau ;
- sans lésion cutanée visible ; sans efficacité des topiques hydratants ;
- sans dermatose chronique, ni maladie ni prise de médicaments pouvant expliquer les symptômes,
- sans urticaire au froid ou au chaud, à l'eau, à la pression, aux vibrations, sans dermographisme ni urticaire cholinergique,
- avec une numération formule sanguine normale, sans polyglobulie ni signes de syndromes myéloprolifératifs.

## Diagnostic différentiel
- urticaire de contact à l'eau
- urticaire aquagénique
- prurit transitoire après un bain, favorisé par une peau sèche, fréquent, entrainant un prurit peu intense
- prurit aquagénique de la personne âgée associé à un xérose (sécheresse cutanée), sans manifestations psychologiques et répondant bien aux émollients
- prurit aquagénique lors d'une polyglobulie (augmentation des globules rouges)

## Traitement
L'efficacité des traitements proposés est inconstante.
Les trois traitements principaux sont :
- alcalinisation de l'eau du bain, avec du bicarbonate de soude ;
- antihistaminique ;
- photothérapie UVB ou UVA.

Des améliorations auraient été rapportées avec :
- propranolol (bêta-bloquant) ;
- capsaïcine en topique ;
- clonidine (anti-hypertenseur) ;
- fluoxétine (antidépresseur).